# Slaget vid Koporje
Slaget vid Koporje ägde rum den 8 oktober 1708 nära Koporje i svenska Ingermanland under det stora nordiska kriget. En svensk styrka bestående av 1 800 soldater under befäl av Carl Gustaf Armfeldt och Anders Erik Ramsay anföll en rysk styrka bestående av mellan 2 000 och 3 000 soldater. Slaget slutade med svensk seger, och med cirka 600 döda ryssar men endast 70 döda i den svenska styrkan. Efter vidare fälttåg utan framgång beslutade generalmajor Georg Lybecker att hans svensk-finska armé skulle evakueras.